# Avernus Dorsa
Gli Avernus Dorsa sono una formazione geologica della superficie di Marte.
Prendono il nome dall'Averno, il regno degl'inferi nella mitologia romana.